# Sandy Hook (Kentucky)
Sandy Hook è un comune degli Stati Uniti d'America, situato nello Stato del Kentucky, nella Contea di Elliott, della quale è il capoluogo.